# Olli Miettinen (peintre)
Pour les articles homonymes, voir Miettinen.
Olavi Miettinen le 18 avril 1899 à Viipuri – mort le 14 juin 1969 à  Jyväskylä) est un artiste peintre finlandais,.

## Œuvres
- Näkkileipäasetelma, 1931
- Retable de l'église de Utajärvi, 1949[3]
- Peintures murales du palais des concerts de Turku, 1952[3]
- Peintures murales de Porthania, 1960[3]

## Reconnaissance
- Médaille Pro Finlandia, 1953